# Rally di Gran Bretagna 2000
Il Rally di Gran Bretagna 2000, ufficialmente denominato 56th Network Q Rally of Great Britain, è stata la quattordicesima e ultima prova del campionato del mondo rally 2000 nonché la cinquantaseiesima edizione del Rally di Gran Bretagna e la ventisettesima con valenza mondiale. La manifestazione si è svolta dal 23 al 26 novembre sulle strade sterrate che attraversano le foreste del Galles con base nel capoluogo Cardiff, che fu la sede principale del rally.
L'evento è stato vinto dal britannico Richard Burns, navigato dal connazionale Robert Reid, al volante di una Subaru Impreza WRC2000 della squadra ufficiale Subaru World Rally Team, davanti alla coppia finlandese formata da Marcus Grönholm e Timo Rautiainen, su Peugeot 206 WRC della scuderia Peugeot Esso, e all'altro equipaggio finlandese composto da Tommi Mäkinen e Risto Mannisenmäki, alla guida di una Mitsubishi Lancer Evo VI del team Marlboro Mitsubishi Ralliart.
Con questo risultato Grönholm si aggiudicò il mondiale piloti con 65 punti, precedendo di cinque lunghezze Richard Burns (60) e lo spagnolo Carlos Sainz, terzo a quota 43. Il titolo costruttori era già stato vinto dalla Peugeot in Australia con una gara d'anticipo.
Gli austriaci Manfred Stohl e Peter Müller, su Mitsubishi Lancer Evo VI, hanno conquistato la vittoria nella categoria PWRC e si sono inoltre laureati campioni del mondo con undici punti di vantaggio sull'uruguaiano Gustavo Trelles, navigato per tutta la stagione dall'argentino Jorge del Buono, il quale dominò la categoria nelle precedenti quattro stagioni. L'omanita Hamed Al-Wahaibi e il neozelandese Tony Sircombe si sono invece aggiudicati la classifica del rally nella Coppa FIA Squadre, alla guida di una Subaru Impreza WRC99 della scuderia Arab World Rally Team.

## Dati della prova
| Denominazione ufficiale             | Network Q Rally of Great Britain |
| Tappa N°                            | 14 di 14 |
| Edizione N°                         | 56 |
| Data manifestazione                 | da giovedì 23/11/2000 a domenica 26/11/2000 |
| Sede ospitante                      | Cardiff (Galles) |
| Sede del parco assistenza           | Prima frazione: Treforest (distretto di contea di Rhondda Cynon Taf, Galles) e Builth Wells (Powys, Galles). Seconda frazione: Treforest e Swansea (Galles). Terza frazione: Pembrey (Carmarthenshire, Galles) e Bridgend (distretto di contea di Bridgend, Galles). |
| Superficie                          | Sterrato |
| Direttore di gara                   | Fred Gallagher |
| Iscritti                            | 150 |
| Partiti                             | 150 |
| Arrivati                            | 79 (52,7%) |
| Prove speciali                      | 17 |
| Prova più breve                     | 2,43 km (PS1 e PS14: Cardiff) |
| Prova più lunga                     | 46,45 km (PS11: Resolfen) |
| Prova più lenta                     | velocità media di 62,71 km/h (PS1: Cardiff 1) |
| Prova più veloce                    | velocità media di 121,12 km/h (PS2: St. Gwynno) |
| Lunghezza prove speciali            | 380,80 km (25,2% della distanza totale) |
| Lunghezza complessiva trasferimenti | 1128,68 km |
| Distanza totale                     | 1509,48 km |

## Itinerario
| Frazione   | Data   | Prova  | Ora    | Nome                               | Lunghezza | Totale    |
| ---------- | ------ | ------ | ------ | ---------------------------------- | --------- | --------- |
| Frazione 1 | 23 nov | PS1    | 18:58  | Cardiff 1                          | 2,43 km   | 130,19 km |
| Frazione 1 | 24 nov |        | 06:50  | Assistenza – Treforest (10 min)    | –         | 130,19 km |
| Frazione 1 | 24 nov | PS2    | 07:34  | St. Gwynno                         | 13,67 km  | 130,19 km |
| Frazione 1 | 24 nov | PS3    | 08:01  | Tyle                               | 10,58 km  | 130,19 km |
| Frazione 1 | 24 nov | PS4    | 08:37  | Rhondda 1                          | 26,47 km  | 130,19 km |
| Frazione 1 | 24 nov |        | 10:41  | Assistenza – Builth Wells (20 min) | –         | 130,19 km |
| Frazione 1 | 24 nov | PS5    | 11:58  | Crychan                            | 15,57 km  | 130,19 km |
| Frazione 1 | 24 nov | PS6    | 12:29  | Halfway                            | 17,45 km  | 130,19 km |
| Frazione 1 | 24 nov |        | 14:20  | Assistenza – Builth Wells (20 min) | –         | 130,19 km |
| Frazione 1 | 24 nov | PS7    | 16:00  | Hafren Sweet Lamb                  | 27,23 km  | 130,19 km |
| Frazione 1 | 24 nov | PS8    | 16:42  | Myherin                            | 16,79 km  | 130,19 km |
| Frazione 1 | 24 nov |        | 18:27  | Assistenza – Builth Wells (45 min) | –         | 130,19 km |
|            |        |        |        |                                    |           |           |
| Frazione 2 | 25 nov |        | 06:45  | Assistenza – Treforest (10 min)    | –         | 166,42 km |
| Frazione 2 | 25 nov | PS9    | 07:56  | Rhondda 2                          | 26,47 km  | 166,42 km |
| Frazione 2 | 25 nov | PS10   | 08:57  | Rheola 1                           | 31,47 km  | 166,42 km |
| Frazione 2 | 25 nov |        | 10:09  | Assistenza – Swansea (20 min)      | –         | 166,42 km |
| Frazione 2 | 25 nov | PS11   | 10:56  | Resolfen                           | 46,45 km  | 166,42 km |
| Frazione 2 | 25 nov |        | 12:51  | Assistenza – Swansea (20 min)      | –         | 166,42 km |
| Frazione 2 | 25 nov | PS12   | 13:42  | Rheola 2                           | 31,47 km  | 166,42 km |
| Frazione 2 | 25 nov | PS13   | 15:00  | Margam 1                           | 28,13 km  | 166,42 km |
| Frazione 2 | 25 nov |        | 15:58  | Assistenza – Swansea (45 min)      | –         | 166,42 km |
| Frazione 2 | 25 nov | PS14   | 18:01  | Cardiff 2                          | 2,43 km   | 166,42 km |
|            |        |        |        |                                    |           |           |
| Frazione 3 | 26 nov |        | 07:32  | Assistenza – Pembrey (10 min)      | –         | 84,19 km  |
| Frazione 3 | 26 nov | PS15   | 08:40  | Brechfa                            | 29,80 km  | 84,19 km  |
| Frazione 3 | 26 nov | PS16   | 09:28  | Trawscoed                          | 26,26 km  | 84,19 km  |
| Frazione 3 | 26 nov |        | 11:16  | Assistenza – Pembrey (20 min)      | –         | 84,19 km  |
| Frazione 3 | 26 nov | PS17   | 13:40  | Margam 2                           | 28,13 km  | 84,19 km  |
| Frazione 3 | 26 nov |        | 14:44  | Assistenza – Bridgend (20 min)     | –         | 84,19 km  |
| Totale     | Totale | Totale | Totale | Totale                             | Totale    | 380,80 km |

## Risultati

### Classifica
| Pos.                                        | Nº       | Pilota            | Co-pilota          | Auto                     | Squadra                      | Classe    | Tempo     | Distacco | Punti    |
| Generale                                    | Generale | Generale          | Generale           | Generale                 | Generale                     | Generale  | Generale  | Generale | Generale |
| ------------------------------------------- | -------- | ----------------- | ------------------ | ------------------------ | ---------------------------- | --------- | --------- | -------- | -------- |
| 1.                                          | 3        | Richard Burns     | Robert Reid        | Subaru Impreza WRC2000   | Subaru World Rally Team      | WRC       | 3h43'01"9 | –        | 10       |
| 2.                                          | 10       | Marcus Grönholm   | Timo Rautiainen    | Peugeot 206 WRC (2000)   | Peugeot Esso                 | WRC       | 3h44'07"5 | +1'05"6  | 6        |
| 3.                                          | 1        | Tommi Mäkinen     | Risto Mannisenmäki | Mitsubishi Lancer Evo VI | Marlboro Mitsubishi Ralliart | WRC       | 3h44'16"9 | +1'15"0  | 4        |
| 4.                                          | 6        | Carlos Sainz      | Luis Moya          | Ford Focus WRC 00        | Ford Martini                 | WRC       | 3h44'35"4 | +1'33"5  | 3        |
| 5.                                          | 4        | Juha Kankkunen    | Juha Repo          | Subaru Impreza WRC2000   | Subaru World Rally Team      | WRC       | 3h44'48"8 | +1'46"9  | 2        |
| 6.                                          | 9        | François Delecour | Daniel Grataloup   | Peugeot 206 WRC (2000)   | Peugeot Esso                 | WRC       | 3h44'50"4 | +1'48"5  | 1        |
| 7.                                          | 21       | Markko Märtin     | Michael Park       | Toyota Corolla WRC       | Lukoil EOS Rally Team        | WRC       | 3h46'26"3 | +3'24"4  | -        |
| 8.                                          | 19       | Gilles Panizzi    | Hervé Panizzi      | Peugeot 206 WRC (2000)   | Peugeot Esso                 | WRC       | 3h46'37"5 | +3'35"6  | -        |
| 9.                                          | 7        | Didier Auriol     | Denis Giraudet     | SEAT Córdoba WRC Evo3    | SEAT Sport                   | WRC       | 3h47'29"4 | +4'27"5  | -        |
| 10.                                         | 17       | Harri Rovanperä   | Risto Pietiläinen  | SEAT Córdoba WRC Evo3    | SEAT Sport                   | WRC       | 3h48'12"0 | +5'10"1  | -        |
| Campionato del mondo per vetture Produzione |          |                   |                    |                          |                              |           |           |          |          |
| 1. (17.)                                    | 30       | Manfred Stohl     | Peter Müller       | Mitsubishi Lancer Evo VI | -                            | N4 / PWRC | 4h07'45"3 | –        | 10       |
| 2. (18.)                                    | 33       | Kenneth Bäcklund  | Tord Andersson     | Mitsubishi Lancer Evo VI | -                            | N4 / PWRC | 4h09'30"8 | +1'45"5  | 6        |
| 3. (19.)                                    | 40       | Olli Harkki       | Kari Mustalahti    | Mitsubishi Lancer Evo VI | -                            | N4 / PWRC | 4h13'11"3 | +5'26"0  | 4        |
| 4. (21.)                                    | 31       | Ramón Ferreyros   | Diego Vallejo      | Mitsubishi Lancer Evo VI | -                            | N4 / PWRC | 4h15'03"1 | +7'17"8  | 3        |
| 5. (22.)                                    | 50       | Gavin Cox         | Tim Hobbs          | Mitsubishi Lancer Evo VI | -                            | N4 / PWRC | 4h15'59"9 | +8'14"6  | 2        |
| 6. (23.)                                    | 55       | Jeremy Easson     | Nigel Gardner      | Mitsubishi Lancer Evo VI | -                            | N4 / PWRC | 4h16'23"4 | +8'38"1  | 1        |
| Coppa FIA squadre                           |          |                   |                    |                          |                              |           |           |          |          |
| 1. (15.)                                    | 36       | Hamed Al-Wahaibi  | Tony Sircombe      | Subaru Impreza WRC99     | Arab World Rally Team        | WRC / TC  | 3h59'57"3 | –        | 10       |

| Principali ritiri | Principali ritiri | Principali ritiri | Principali ritiri | Principali ritiri            | Principali ritiri            | Principali ritiri | Principali ritiri  | Principali ritiri |
| PS                | Nº                | Pilota            | Co-pilota         | Auto                         | Squadra                      | Classe            | Causa              | Pos.              |
| ----------------- | ----------------- | ----------------- | ----------------- | ---------------------------- | ---------------------------- | ----------------- | ------------------ | ----------------- |
| PS 2              | 2                 | Freddy Loix       | Sven Smeets       | Mitsubishi Carisma GT Evo VI | Marlboro Mitsubishi Ralliart | WRC               | Incidente          | 11º               |
| PS 3              | 23                | Janne Tuohino     | Petri Vihavainen  | Toyota Corolla WRC           | LMP Group Ltd                | WRC               | Problemi elettrici | 19º               |
| PS 4              | 14                | Kenneth Eriksson  | Staffan Parmander | Hyundai Accent WRC           | Hyundai Castrol WRT          | WRC               | Rottura meccanica  | 9º                |
| PS 12             | 5                 | Colin McRae       | Nicky Grist       | Ford Focus WRC 00            | Ford Martini                 | WRC               | Incidente          | 1º                |
| PS 12             | 26                | Andrea Navarra    | Simona Fedeli     | Toyota Corolla WRC           | H.F. Grifone SRL             | WRC               | Problemi elettrici | 16º               |
| PS 13             | 22                | Toshihiro Arai    | Roger Freeman     | Subaru Impreza WRC99         | Spike Subaru Team            | WRC / TC          | Incendio           | 18º               |
| PS 16             | 16                | Petter Solberg    | Phil Mills        | Subaru Impreza WRC2000       | Subaru World Rally Team      | WRC               | Incendio           | 12º               |

Legenda
| Icona | Classe                                                                                  |
| ----- | --------------------------------------------------------------------------------------- |
| WRC   | Equipaggio che può conquistare punti per il campionato costruttori WRC                  |
| WRC   | Equipaggio di classe A8 che non può conquistare punti per il campionato costruttori WRC |
| PWRC  | Equipaggio registrato al campionato PWRC                                                |
| TC    | Equipaggio registrato alla Coppa FIA squadre                                            |
|       | Ulteriori classificazioni                                                               |

### Prove speciali
| Frazione   | Data   | Prova | Ora   | Nome              | Lunghezza | Vincitori                                                 | Tempo   | Leader del rally                                          |
| ---------- | ------ | ----- | ----- | ----------------- | --------- | --------------------------------------------------------- | ------- | --------------------------------------------------------- |
| Frazione 1 | 23 nov | PS1   | 18:58 | Cardiff 1         | 2,43 km   | Juha Kankkunen Juha Repo e Janne Tuohino Petri Vihavainen | 2'19"5  | Juha Kankkunen Juha Repo e Janne Tuohino Petri Vihavainen |
| Frazione 1 | 24 nov | PS2   | 07:34 | St. Gwynno        | 13,67 km  | Petter Solberg Phil Mills                                 | 6'46"3  | Petter Solberg Phil Mills                                 |
| Frazione 1 | 24 nov | PS3   | 08:01 | Tyle              | 10,58 km  | Marcus Grönholm Timo Rautiainen                           | 5'48"2  | Colin McRae Nicky Grist                                   |
| Frazione 1 | 24 nov | PS4   | 08:37 | Rhondda 1         | 26,47 km  | Marcus Grönholm Timo Rautiainen                           | 14'26"5 | Colin McRae Nicky Grist                                   |
| Frazione 1 | 24 nov | PS5   | 11:58 | Crychan           | 15,57 km  | Marcus Grönholm Timo Rautiainen                           | 9'09"4  | Marcus Grönholm Timo Rautiainen                           |
| Frazione 1 | 24 nov | PS6   | 12:29 | Halfway           | 17,45 km  | Richard Burns Robert Reid                                 | 10'09"8 | Marcus Grönholm Timo Rautiainen                           |
| Frazione 1 | 24 nov | PS7   | 16:00 | Hafren Sweet Lamb | 27,23 km  | Colin McRae Nicky Grist                                   | 16'36"9 | Colin McRae Nicky Grist                                   |
| Frazione 1 | 24 nov | PS8   | 16:42 | Myherin           | 16,79 km  | Colin McRae Nicky Grist                                   | 9'54"8  | Colin McRae Nicky Grist                                   |
|            |        |       |       |                   |           |                                                           |         | Colin McRae Nicky Grist                                   |
| Frazione 2 | 25 nov | PS9   | 07:56 | Rhondda 2         | 26,47 km  | Richard Burns Robert Reid                                 | 14'36"1 | Colin McRae Nicky Grist                                   |
| Frazione 2 | 25 nov | PS10  | 08:57 | Rheola 1          | 31,47 km  | Colin McRae Nicky Grist                                   | 17'50"7 | Colin McRae Nicky Grist                                   |
| Frazione 2 | 25 nov | PS11  | 10:56 | Resolfen          | 46,45 km  | Colin McRae Nicky Grist                                   | 25'15"7 | Colin McRae Nicky Grist                                   |
| Frazione 2 | 25 nov | PS12  | 13:42 | Rheola 2          | 31,47 km  | Richard Burns Robert Reid                                 | 17'51"3 | Marcus Grönholm Timo Rautiainen                           |
| Frazione 2 | 25 nov | PS13  | 15:00 | Margam 1          | 28,13 km  | Richard Burns Robert Reid                                 | 17'10"0 | Richard Burns Robert Reid                                 |
| Frazione 2 | 25 nov | PS14  | 18:01 | Cardiff 2         | 2,43 km   | Petter Solberg Phil Mills                                 | 2'18"5  | Richard Burns Robert Reid                                 |
|            |        |       |       |                   |           |                                                           |         | Richard Burns Robert Reid                                 |
| Frazione 3 | 26 nov | PS15  | 08:40 | Brechfa           | 29,80 km  | Richard Burns Robert Reid                                 | 17'32"7 | Richard Burns Robert Reid                                 |
| Frazione 3 | 26 nov | PS16  | 09:28 | Trawscoed         | 26,26 km  | Tommi Mäkinen Risto Mannisenmäki                          | 16'17"8 | Richard Burns Robert Reid                                 |
| Frazione 3 | 26 nov | PS17  | 13:40 | Margam 2          | 28,13 km  | Tommi Mäkinen Risto Mannisenmäki                          | 16'57"7 | Richard Burns Robert Reid                                 |

## Classifiche mondiali
Classifica piloti
| Pos. | Pos. | Pilota             | Punti |
| ---- | ---- | ------------------ | ----- |
| 1    |      | Marcus Grönholm    | 65    |
| 2    |      | Richard Burns      | 60    |
| 3    | 1    | Carlos Sainz       | 46    |
| 4    | 1    | Colin McRae        | 43    |
| 5    |      | Tommi Mäkinen      | 36    |
| 6    |      | François Delecour  | 24    |
| 7    |      | Gilles Panizzi     | 21    |
| 8    |      | Juha Kankkunen     | 20    |
| 9    |      | Harri Rovanperä    | 7     |
| 10   |      | Petter Solberg     | 6     |
| 11   |      | Kenneth Eriksson   | 5     |
| 12   |      | Didier Auriol      | 4     |
| 13   |      | Toni Gardemeister  | 4     |
| 14   |      | Toshihiro Arai     | 4     |
| 15   |      | Freddy Loix        | 4     |
| 16   |      | Thomas Rådström    | 3     |
| 17   |      | Armin Schwarz      | 2     |
| 18   |      | Bruno Thiry        | 2     |
| 18   |      | Sebastian Lindholm | 2     |
| 18   |      | Tapio Laukkanen    | 2     |
| 21   |      | Markko Märtin      | 1     |
| 22   |      | Possum Bourne      | 1     |
| 23   |      | Abdullah Bakhashab | 1     |
| 24   |      | Piero Liatti       | 1     |

Classifica costruttori WRC
| Pos. | Pos. | Squadra                          | Punti |
| ---- | ---- | -------------------------------- | ----- |
| 1    |      | Peugeot Esso                     | 111   |
| 2    |      | Ford Martini                     | 91    |
| 3    |      | Subaru World Rally Team          | 88    |
| 4    |      | Marlboro Mitsubishi Ralliart     | 43    |
| 5    |      | SEAT Sport                       | 11    |
| 6    |      | Hyundai Castrol World Rally Team | 8     |
| 7    |      | Škoda World Rally Team           | 8     |